# Sebastião Alves Monteiro
Sebastião Alves Monteiro (1920 — São Paulo, 7 de maio de 2005) foi um fundista e policial brasileiro.
Sebastião morreu aos 85 anos de insuficiência respiratória. Ele sofria de problemas cardíacos e passou os últimos 38 dias de vida internado no Hospital da USP .

## Carreira
Sebastião Alves Monteiro venceu a Corrida Internacional de São Silvestre de 1945 (quando a edição se tornou internacional) e a de 1946. Ele competiu inscrito pela Força Pública.

#### São Silvestre de 1945
Como a corrida tinha se tornado internacional, havia um temor do Brasil não ganhar com a presença do uruguaio Oscar Moreira e do chileno Raul Inostroza. Porém, Monteiro mostrou vigor na parte final da prova, vencendo a primeira competição com o selo internacional.